# Глиха, Отон
Отон Глиха (хорв. Oton Gliha, 21 мая 1914; Чрномель — 19 июня 1999; Загреб) — хорватский художник, родившийся в Словении. Будучи выпускником Академии изящных искусств в Загребе он также изучал искусство в Париже, Вене и Мюнхене. Глиха наиболее известен своей серией абстрактных картин, основанных на узорах стен, построенных методом сухой кладки, на прибрежной Хорватии, эту тему художник развивал до конца своей жизни. Первая подобная серия появилась в 1954 году.
Персональные выставки работ Глихи проходили как в Хорватии, так и за рубежом. Он участвовал в Венецианских биеннале 1962 и 1964 годов. Две ретроспективные выставки его творчества прошли в Музее современного искусства в Загребе. Картины Отона Глиха хранятся в музейных коллекциях по всему миру, например в Нью-Йорке, Сан-Паулу, Париже и Турине.

## Биография
Отон Глиха родился 21 мая 1914 года в Чрномеле в Словении, тогда входившей в состав Австро-Венгрии. Его родители были родом из Истрии, из северной части хорватского побережья. Вскоре после рождения Отона его семья переехала в Осиек, где юный Отон посещал начальную школу. В 1924 году семья снова переехала, на этот раз в Загреб. Окончив среднюю школу в 1933 году, Глиха поступил в Академию изящных искусств в Загребе, где его наставниками были такие выдающиеся хорватские художники, как Максимилиян Ванка, Томислав Кризман, Любо Бабич. Он окончил её в 1937 году, относясь к классу Марино Тартальи.
Во время учёбы в академии Глиха познакомился и женился на студентке факультета искусств Миле Кумбатович. Её семья была родом с острова Крк, где пара проводила большую часть своего времени, когда не была в Загребе. Виды этого острова оказали большое влияние на искусство Глихи.
В 1938 году Глиха участвовал в своей первой выставке в Загребе, а в 1954 году прошла его первая персональная выставка. В том же году была написана картина «Приморье», послужившая стартом для серии работ, изображающих стены, построенные методом сухой кладки, которая станет одной из важнейших в творчестве художника. В 1957 году его вторая персональная выставка была полностью посвящена его картинам со стенами острова Крк.
Глиха путешествовал и выставлял свои работы за рубежом, в том числе несколько раз посетив Париж, Италию (в 1952 и 1961 годах) и США (в 1958 и 1979 годах).
В 1976 году Отон Глиха был удостоен премии Владимира Назора за значительные жизненные достижения. В 1998 году он был избран членом Хорватской академии наук и искусств. Художник умер 19 июня 1999 года в Загребе.

## Творчество
Ранние работы Глихи в 1930-е и 1940-е годы представляли собой пейзажи, портреты и натюрморты, написанные в обычных, довольно нейтральных тонах. В его пейзажах ощущалось влияние Поля Сезанна, Глиха активно использовал густую краску в стиле импасто для изображения формы в своих натюрмортах.
В 1950-х годах лирическая абстракция получила распространение во всей Европе. В 1954 году Отон Глиха написал картину «Приморье», прибрежный пейзаж, положивший начало одной из самых известных серий в хорватском искусстве. Предметом произведений Глихи стала структура из каменных стен (gromače), столь распространённая на острове Крк и вдоль хорватского побережья. В своём сознании Глиха связывал узоры этих стен на фоне пейзажа с древнехорватским глаголическим письмом из ранних религиозных текстов и каменных надписей. Этот мотив прослеживался и развивался на протяжении всего оставшегося творческого пути Глихи. Формы, ритмы и текстуры выполнялись в различных художественных стилях и техниках, каждый из которых создавал индивидуальное настроение от радостного до грустного и рефлексивного. К 1960-м и 1970-м годам Глиха использовал этот мотив для исследования глубины пространства картины, влияния света на эфемерное свойство атмосферы и цветовых акцентов на пластичность формы.